# ルーク・マカロー
ルーク・マカロー（Luke McCullough、1994年2月15日  - ）は、北アイルランド・アーマー県ポータドウン出身のプロサッカー選手。元北アイルランド代表。ポジションは、ディフェンダー。

## クラブ経歴

### 初期
地元クラブでプレーを始め、まもなくダンガノン・スウィフツFCの下部組織に移籍。15歳にしてトップチームデビューを果たした。

### マンチェスター・ユナイテッド
2010年7月、マンチェスター・ユナイテッドFCに移籍。2011–12シーズンはユースチームでキャプテンマークを巻いた。2013年1月25日、チェルトナム・タウンFCに1ヶ月間レンタル移籍。2月16日のオールダーショット・タウンFC戦でリーグデビュー。

### ドンカスター・ローヴァーズ
2013年7月25日、トライアルを経てドンカスター・ローヴァーズFCに2年契約で移籍。11月2日のブライトン・アンド・ホーヴ・アルビオンFCで移籍後初出場。2016年7月23日、新たに3年契約を結んだ。

### トレンメア・ローヴァーズ
2018-19シーズンはトレンメア・ローヴァーズFCに期限付き移籍。2020年1月6日に完全移籍となった。

### グレントラン
2020年8月1日、グレントランFCに移籍。

## 代表歴
U-16およびU-17代表ではキャプテンを務めた。
UEFA EURO 2016ではメンバー入りしたものの、出場機会はなかった。